# Neope felderi
Neope felderi är en fjärilsart som beskrevs av John Henry Leech 1892-1894. Neope felderi ingår i släktet Neope och familjen praktfjärilar. Inga underarter finns listade i Catalogue of Life.